# Druento
Druento is een gemeente in de Italiaanse provincie Turijn (regio Piëmont) en telt 8262 inwoners (31-12-2004). De oppervlakte bedraagt 27,7 km², de bevolkingsdichtheid is 298 inwoners per km².

## Demografie
Druento telt ongeveer 3308 huishoudens. Het aantal inwoners steeg in de periode 1991-2001 met 8,8% volgens cijfers uit de tienjaarlijkse volkstellingen van ISTAT.
| Jaar | Inwoneraantal |
| ---- | ------------- |
| 1991 | 7567          |
| 2001 | 8235          |

## Geografie
Druento grenst aan de volgende gemeenten: Fiano, Robassomero, La Cassa, Venaria Reale, San Gillio, Pianezza, Collegno.
1. ↑  https://demo.istat.it/?l=it.